# Heterocallia temeraria
Heterocallia temeraria är en fjärilsart som beskrevs av Swinhoe 1891. Heterocallia temeraria ingår i släktet Heterocallia och familjen mätare. Inga underarter finns listade i Catalogue of Life.